# Cryptopimpla labralis
Cryptopimpla labralis är en stekelart som beskrevs av Henry Keith Townes, Jr. 1978. Cryptopimpla labralis ingår i släktet Cryptopimpla och familjen brokparasitsteklar. Inga underarter finns listade i Catalogue of Life.